# Spilocuscus papuensis
Spilocuscus papuensis là một loài động vật có vú trong họ Phalangeridae, bộ Hai răng cửa. Loài này được Desmarest mô tả năm 1822.